# Institut national pour la formation des adultes
L'Institut national pour la formation des adultes (INFA) était un établissement public à caractère administratif français actif de 1963 à 1972 placé sous l'autorité du ministre de l'Éducation nationale et rattaché à la direction de l'Enseignement supérieur. Cet institut avait pour missions de faire des recherches pédagogiques sur la formation des adultes et d'initier aux principes et aux méthodes de la formation des adultes les membres du corps enseignant et les cadres des divers secteurs économiques chargés de la formation des adultes.

## Histoire
L'INFA a été créé, en 1963, à la demande de Bertrand Schwartz, directeur de l’École nationale supérieure des mines de Nancy (Mines Nancy) et directeur du Centre universitaire de coopération économique et sociale (CUCES) pour développer un pôle de recherche en formation des adultes. 
L'institut est dirigé de 1963 à 1969 par Schwartz qui s'est déjà, à l'époque, fait connaître par la réforme des études qu'il a initiée à Mines Nancy et par son intérêt pour la formation des adultes qui l'a amené à diriger le CUCES de Nancy et l'IPST (Institut de Promotion Supérieure du Travail) créée à l'initiative de Michel Debré.
L'implication des chercheurs de l'INFA et des formateurs du CUCES dans les événements de Mai 1968 vaudra à l'Institut l'hostilité des entrepreneurs locaux (les patrons de l'Union des industries et métiers de la métallurgie demanderont le blocage des subventions alors que le Comité régional de la formation professionnelle rejettera la demande de financement au motif de « déviation politique »).
Une enquête de la Cour des Comptes sur le fonctionnement de l'institut dans laquelle il est reproché à la direction de l'INFA de mêler les fonds des trois organismes nancéiens d'une part et les tensions entre formateurs et chercheurs d'autre part conduiront Bertrand Schwartz à quitter la direction de l'organisme pour un poste de conseiller technique dans le cabinet d'Edgard Faure. 
De 1970 à 1971 lui succède Marcel Lesne, ancien inspecteur de l'Éducation nationale, ancien directeur des Centres sociaux éducatifs (créés par Germaine Tillion en Algérie), professeur de sociologie à l'Université de Nancy et directeur de l'équipe Recherches sociologiques de l'institut qui démissionne à son tour lors des intenses transformations que connaissent les organismes de formation des adultes au moment où est promulguée la loi Faure sur l'orientation de l'enseignement supérieur et d'organisation de la formation continue dans les entreprises. Le CUCES de son côté doit déposer son bilan et licencier le personnel. Le professeur R. Cuq prendra la suite de Marcel Lesne et, en 1972, dissoudra l'Institut au profit de la création d'une Agence à caractère industriel et commercial : l'ADEP (Agence de développement de l'éducation permanente). La disparition de cet organisme de service public au profit d'une agence à même de commercialiser ses interventions se fait au moment où se développe le néo-libéralisme. L'utopie de l'éducation permanente cède le pas à une formation continue professionnelle.

## Activités
L'INFA et le CUCES ont été des lieux d'expérimentations en pédagogie et de recherche en sociologie, en psychologie et en sciences de l'éducation qui ont permis de nombreuses publications, soit dans la collection créée ad hoc, soit chez d'autres éditeurs. L'INFA réalisera de nombreuses recherches « qui représentent un ensemble particulièrement riche sur la formation des publics les plus éloignés de la culture scolaire ». Des expérimentations pédagogiques originales y seront développées. Des programmes de formation de formateurs y seront élaborés par des formateurs de l'INFA et par ceux du CUCES. L'INFA envisagera de créer un réseau universitaire régional d'éducation et de formation des adultes, AUREFA, qui suscitera l'hostilité des structures administratives de l'éducation nationale et sera abandonné lors de la promulgation de la loi de 1971 organisant la formation continue. 
Les inégalités d'accès à la formation selon l'origine sociale et « selon le sexe ainsi que les inégalités des chances de promotion après une formation entre les hommes et les femmes » seront mises en avant par les chercheurs de l'Institut « dès 1971 et seront décrites année après année. »
L'INFA était aussi un lieu de rencontres entre formateurs, fonctionnaires et responsables des entreprises chargés des questions de formation.

## Publications de l'INFA
- Thesmar Claude, Étude des raisons des abandons aux cours du soir, Nancy, INFA,  coll. les documents de l'INFA, 1965, 107p.
- Montlibert Christian de, Les aspirations à la promotion, Nancy, INFA, coll. les documents de l'INFA, 1965, 158p.
- Laroche Jean Louis, Diagnostic des structures opératoires d'adultes de niveau CEP, Nancy, INFA, coll.les documents de l'INFA, 1966, 82p.
- Lafargue Michel, Représentation de la lecture et univers culturel en milieu ouvrier, Nancy, INFA, coll. les documents de l'INFA, 1966, 138p.
- Lafargue Michel, La lecture chez des adultes peu scolarisés, Nancy, INFA, coll.les documents de l'INFA, 1967, 46p.,
- Migne Jean (dir.), Laroche Jean Louis, Lafargue Michel, Schircks Arnulf, Étude des représentations de quelques notions de physique, Nancy, INFA,  coll.les documents de l'INFA, 1967, 57p., annexe
- Lesne Marcel (dir.), Collon Chantal, Guigou Jacques, Oeconomo Constantin et al. Changements socio-culturels et formation. Étude d'une situation de crise dans le bassin de Briey. Nancy, INFA, coll. Les documents de l'INFA, 1968, 196 p.
- Schircks Arnulf (dir.), Laroche jean louis, Lafargue Michel, Migne Jean, Élaboration d'une épreuve de raisonnement, Nancy, INFA, coll.les documents de l'INFA, 1968, 51p.
- Migne Jean, Évaluation d'une formation à l'expression orale, Nancy, INFA, coll. les documents de l'INFA, 1968, 113p.
- INFA, Changements dans la société française contemporaine, panorama bibliographique, Nancy, INFA, coll. les documents de l'INFA,  1968, 65p.
- Antoine Pierre, Desbrousses Hélène, L'enseignement programmé: points forts, points faibles, développement, formation, Nancy, INFA, coll. les documents de l'INFA, 1969, 136 p.
- Marquart François, Montlibert Christian de, Étude sur l'exercice de la fonction d'architecte, Nancy, INFA,  coll. les documents de l'INFA, 1969, 206 p.
- Freiche Janine, Higelé Pierre, Insertion d'un enseignement programmé dans un enseignement par correspondance, Nancy, INFA, coll. les documents de l'INFA, 1969, 201 p.
- Ballier A., Lefebvre M., Gaillard J., Bayard P., Étude de la formation des maîtres du cycle pratique au centre académique de Paris, Nancy, INFA, coll. les documents de l'INFA, 1969,  211p.
- Migne Jean, Étude des représentations de notions physiques : la chute des corps, Nancy, INFA, coll. les documents de l'INFA, 1970, 96p.
- Legendre Michèle, Réactions de cadres à leur perfectionnement, Nancy, INFA, coll. les documents de l'INFA, 1970, 113p.
- Fritsch Philippe, Les élèves des Instituts de promotion supérieure du travail. Étude sociologique, Nancy, INFA, coll. les documents de l'INFA, 1970, 256 p.
- Freiche Janine, Higelé Pierre, Étude exploratoire d'un enseignement à la théorie des ensembles destiné à des adultes peu scolarisés, Nancy, INFA, coll. les documents de l'INFA, 1970, 130p.
- Schircks Arnulf, Évaluation des opérations intellectuelles d'adultes en formation, Nancy, INFA, 1970, 236p., coll. les documents de l'INFA
- Freiche Janine, Higelé Pierre, Étude comparative de l'emploi de livres et de machines dans un enseignement programmé d'électricité, Nancy, INFA, coll. les documents de l'INFA, 1971
- Collot Andrée, Desbrousses Hélène, Problèmes théoriques et pratiques posés par l'apprentissage d'une technique: étude menée à partir d'une formation en coupe-couture, Nancy, INFA,  coll. les documents de l'INFA, 1971, 135p.
- Migne Jean, L'expression et sa place en formation d'adultes, Nancy, INFA, coll. les documents de l'INFA, 1971, 68p.
- Freiche Janine, Higelé Pierre, Étude des stratégies pédagogiques utilisées dans un enseignement programmé linéaire, INFA, coll. les documents de l'INFA, 1971, 266p.
- Montlibert Christian de, Mouton René (collab.), Développement culturel et éducation des adultes: aspects monographiques d'un organisme de formation, Nancy, INFA, coll. les documents de l'INFA, 1971, 52p.
- Fardouet Charles, Higelé Pierre, Une expérience de formation à la recherche de panne auprès d'ouvriers d'entretien, Nancy, INFA, coll. les documents de l'INFA, 1972, 121p.